# Pueblo maranao

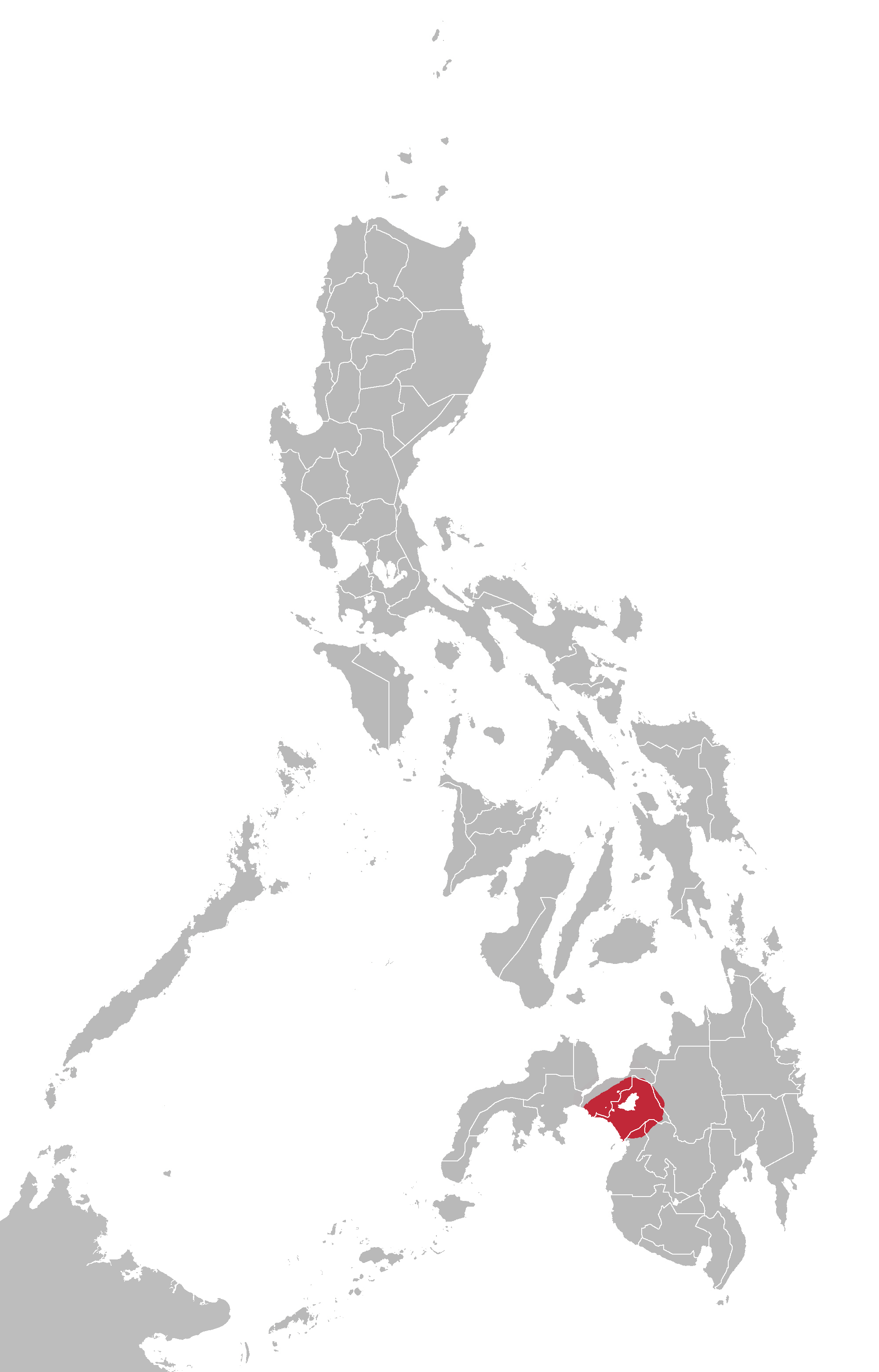
Comarcas donde se habla el idioma maranao.

Los maranaos (meranaw ['mәranaw] en maranao; mëranaw en tagalo) son una etnia mora en Filipinas. También se refiere a los habitantes de las provincias de Lánao del Norte y Lánao del Sur. Su nombre significa "pueblo del lago" (ranaw en maranao).
Se instalaron alrededor de la orilla del lago Lanao, ubicado en la ciudad islámica de Marawi.
Marawi antes era conocida como Dansalán y fue la capital de la provincia de Lanao (1907-1940). Dansalán en idioma maranao significa lugar donde los barcos atracan, un puerto en el lago Lanao.
Son famosos por sus obras de arte, tejidos sofisticados, artesanías de madera y metal, y también por su literatura épica, Darangen.
Los maranaos son la etnia mayoritaria de la minoría mora filipina, sumando a fines del siglo XX más de 840.000 personas.

## La provincia

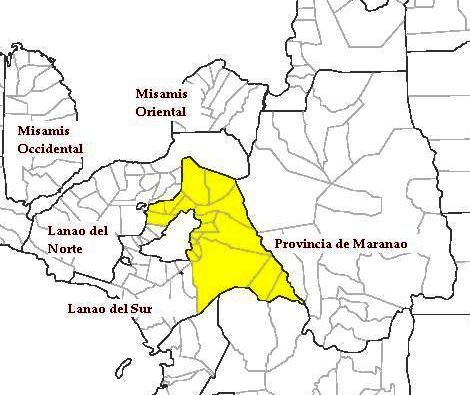
La fallida Provincia de Maranao.

El 4 de octubre de 1971 la provincia de Lánao del Sur fue dividida en dos Maranao (Maranaw) y Lanao del Sur. La capital de la provincia de maranao fue la ciudad de  Marawi.
Comprendía, hasta su disolución debido a las perturbaciones que causaron la declaración de la ley marcial en las Filipinas.
| - Masiu - Poona-Bayabao - Lumba-Bayabao | - Wao - Tamparan - Marantao | - Kapai - Bubong - Ramain-Ditsaan | - Mulondo - Saguiaran - Piagapo | - Taraka |  |

El 19 de octubre de  2013, el Congresista por el 2º Distrito de Lanao del Sur, Pangalian Balindong ha presentado un proyecto de ley en el Congreso con objeto de dividir la provincia de Lanao del Sur en la provincia de Maranao y la nueva provincia de Lanao del Sur.
La declaración de la ley marcial el 21 de septiembre de 1972 interrumpió las elecciones previstas para 1973, frustrando la organización de la provincia de Maranao y con ello la partición de Lanao del Sur regogida en la RA 6406.
Según el proyecto, la nueva provincia incluiría los municipios de Buadiposo-Buntong, Bubong. Bumbaran, Ditsaan-Ramain, Kapai, Lumba-Bayabao, Maguing, Marantao, Masiu, Mulondo, Piagapo, Poona Bayabao, Saguiaran, Tagoloan II, Tamparan, Taraka, Xao y su capital la ciudad islámica de Marawi.